# Поље (Бохињ)
Поље (словен. Polje) је насељено место у општини Бохињ, Горењска регија, Словенија.

## Историја
До територијалне реорганизације у Словенији било је у саставу старе општине Радовљица.

## Становништво
У попису становништва из 2011. Поље је имало 170 становника.
| Број становника према пописима | Број становника према пописима | Број становника према пописима |
| ------------------------------ | ------------------------------ | ------------------------------ |
| 1991                           | 2002                           | 2011                           |
| 220                            | 182                            | 170                            |

Напомена: Године 1952. повећано за насеље Свети Јанез, које је укинуто. Године 1993. смањен за део насеља који је проглашен за ново самостално насеље Лашки Ровт.